# KING OF DANCE
『KING OF DANCE』（キングオブダンス ）は、2020年4月12日から5月17日まで読売テレビ系で放送された連続ドラマ。
本項では、2020年の舞台作品についても併せて説明する。

## 概要
ダンス自慢の俳優たちがメインキャストとして出演する「KING OF DANCE」は、テレビドラマと舞台作品が連動するプロジェクト 。
時は大ダンス時代。誰もがダンスを嗜み、ダンスパフォーマンスにおける地位は最高潮を迎える。
そんな時代に実力のあるダンサーたちが目指す「KING OF DANCE」。5年の空白を経て開催されるその大会を目指し、全国から実力者たちが集まる。

## あらすじ
時は大ダンス時代。誰もがダンスを嗜み、ダンスパフォーマンスにおける地位は最高潮を迎える。
そんな時代にあって実力のあるダンサーたちが目指す一つのタイトルがあった。
その名は「KING OF DANCE」(KOD)。5年の空白を経て開催されるその大会を目指し、
全国のダンスの実力者たちがしのぎを削っていた―。
D2(福澤侑)移籍という崖っぷちからの大逆転を見せたDrawing Back(ドロバ)の高山空(高野洸)たちは、
見事決勝トーナメントへと駒を進めた。
そのライバルチームとして、グループステージで熱い闘いを繰り広げたWORLD_Mの三浦海斗(和田雅成)たちも同じく決勝への切符を掴んだ！
決勝トーナメントでは 、KODの頂点を見据える両チームの前に新たな強敵たちが待ち受けていた。
WORLD_Mの前に新たなライバルとして現れる“JAIL”。
絶大な注目を集める実力派ダンスチームとして、WORLD_Mの前に立ちはだかる。
敏腕プロデューサー兼振付師でもあり、現役ダンサーのJ-I(ジェーアイ・楢木和也)。
そのJ-Iの弟子である、生意気な口調でお調子者なAL太(アルタ・辻諒)。
一方ドロバの前に時本修武(荒木宏文)の師匠であるNAOTO(SETO)が現れる。
自由自在な音の遊び、繰り広げられるステップは、誰も真似することが出来ないNAOTOオリジナル。
そんな憧れの存在から指導を受けることになったドロバメンバーは、準決勝の対戦相手を倒すべくパワーアップを図る。
それぞれ熱い想いを抱きながら、
多彩なダンサーたちが集まる決勝トーナメント！！
果たして、ダンサーNO.1の称号を手にするのはどのチームなのか？！

## キャスト
高山空
演 - 高野洸
三浦海斗
演 - 和田雅成
真城博一
演 - 丘山晴己
HIDE
演 - 蒼木陣
来生駆
演 - 丞威
D2
演 - 福澤侑
YOHEI
演 - 本田礼生
SHOWTA
演 - 眞嶋秀斗
E-G
演 - 滝澤諒
赤井
演 - 野島良太
酒田
演 - RYUICHI (OOPARTZ)
高山晴彦
演 - 和田琢磨
石井
演 - バッファロー吾郎A
時本修武
演 - 荒木宏文

## スタッフ
- 主題歌：BURNIN' BURNIN' 　/　 GENIC
- 監督：松永洋一、土屋隆俊、林雅貴
- 脚本：吉谷光太郎
- 振付：PURI （WILDLIFE WORKS）
- 製作著作：「KING OF DANCE」製作委員会

## 放送日程
| 話数  | 放送日   | サブタイトル |
| ----- | -------- | ------------ |
| 第1話 | 4月12日  |              |
| 第2話 | 4月19日  |              |
| 第3話 | 4月26日  |              |
| 第4話 | 5月03日  |              |
| 第5話 | 5月010日 |              |
| 第6話 | 5月17日  |              |

## 放送局
| 放送局       | 放送期間        | 放送日時                  |
| ------------ | --------------- | ------------------------- |
| 読売テレビ   | 2020年4月12日 - | 日曜 0:58 - （土曜深夜）  |
| 中京テレビ   | 2020年4月17日 - | 金曜 1:44 - （木曜深夜）  |
| 日本海テレビ | 2020年4月21日 - | 火曜 2：05 - （月曜深夜） |
| BS日テレ     | 2020年5月7日 -  | 木曜 23:00 -              |
| FBS福岡放送  | 2020年6月14日 - | 日曜 1:30 - （土曜深夜）  |

地上波放送終了後、TVer、ytvMyDo!、GYAO!、Locipo、Hulu、DMM.com、ビデオマーケット、GYAOストア、amazonビデオ、グーグルプレイムービーにて見逃し配信。

## 関連商品
- TVドラマ『KING OF DANCE』【Blu-ray BOX】（2020年8月26日発売予定、TCエンタテインメント、品番：TCBD-0953）
- TVドラマ『KING OF DANCE』【DVD-BOX】（2020年8月26日発売予定、TCエンタテインメント、品番：TCED-5095）

## 舞台
舞台「KING OF DANCE」
テレビドラマ「KING OF DANCE」の舞台作品
2020年7月16日～19日、大阪府 COOL JAPAN PARK OSAKA WWホール
2020年7月23日～8月2日、東京都 ヒューリックホール東京
2020年8月8日・9日、愛知県 名古屋市公会堂

### スタッフ（舞台）
- 脚本：吉谷光太郎
- 監督：松永洋一、土屋隆俊、林雅貴
- 振付監修：PURI